# Carlos Padrós
Carlos Padrós Rubió (Sarriá, Barcelona, 9 de noviembre de 1870 - Madrid, 30 de diciembre de 1950) fue un político, empresario y dirigente deportivo español. Está considerado uno de los pioneros y principales impulsores del fútbol en España. Junto a su hermano Juan Padrós y Julián Palacios fue cofundador del Real Madrid Club de Fútbol, club que también presidió durante cinco años. También fue árbitro y periodista deportivo, impulsó organizaciones como la Real Federación Española de Fútbol o la FIFA y creó y organizó varios torneos, entre ellos, la Copa del Rey de Fútbol.

## Biografía
Nacido en 1870 en Sarriá —por entonces municipio independiente de Barcelona— fue hijo de Timoteo Padrós y Paula Rubió, quienes regentaban un comercio textil en la capital catalana. En 1876 la familia se trasladó a Madrid, donde regentó el negocio familiar Al Capricho, una boutique de telas situada en el número 48 de la calle de Alcalá.
Su hermana, Matilde Padrós, fue la primera mujer en doctorarse en Filosofía y letras en España, y se casó con el pintor Francisco Sancha. Él, a pesar de sufrir cojera, a causa de un tumor durante su infancia, era un gran aficionado al deporte —practicaba la caza y el tiro al pichón— y, en especial, al fútbol. En 1902 él y su hermano Juan fueron dos de los que legalizaron formalmente del Real Madrid Club de Fútbol, por entonces Madrid Foot-ball Club. Ese mismo año, con motivo de los festejos por la mayoría de edad de Alfonso XIII impulsó un torneo, el Concurso Madrid de Football, el primer campeonato nacional entre clubes de España, precursor de lo que sería posteriormente el Campeonato de España-Copa del Rey. Gracias a sus gestiones, consiguió que el Ayuntamiento de Madrid donara una copa de plata para el ganador, y que las sociedades de polo y de carreras cedieran el Campo de Polo del Hipódromo de la Castellana para disputar allí los encuentros. Padrós, además, arbitró la final entre el Club Bizcaya y el Football Club Barcelona.
El siguiente paso fue la creación Asociación Madrileña de Clubs de Foot-Ball —precedente de la Federación Regional Centro—, que se encargaría de realizar el Campeonato Regional Centro. En 1903 consiguió que Alfonso XIII —con quien le unía una estrecha amistad— donase un trofeo para poder disputar, desde ese año y de forma anual, la Copa del Rey.
En 1903, y tras haber dimitido de su cargo al frente de la federación madrileña, sustituyó a su hermano Juan Padrós en la presidencia del Madrid F. C., previo paso del señor Guijarro de forma interina, y fue uno de los impulsores que dieron con la fundación de la Federación Internacional de Fútbol Asociación (FIFA), y delegó en André Espir como representante en la reunión constitutiva de dicho órgano, que tuvo lugar en París, en mayo de ese año. No obstante, España no pudo ingresar en el máximo organismo mundial, al no disponer de una federación rectora, objetivo hacia el cual encaminó sus pasos Padrós.
Con su llegada al Madrid F. C., el club había vuelto a asumir la organización del Campeonato de España en 1906, tras dos años a cargo de la Federación Madrileña. Padrós aprovechó esta circunstancia para proponer al resto de clubes la creación de una federación nacional, que rigiera el fútbol español. Padrós llegó a redactar un proyecto de estatutos y los clubes quedaron emplazados para una asamblea constitucional, prevista para marzo de 1907, coincidiendo con la disputa de la Copa del Rey de ese año. No obstante, el proceso se dilató y, ni ese año ni el siguiente, se llegó a concretar la creación del órgano federativo.
Carlos Padrós cesó de su cargo en el Madrid FC en abril de 1907 y fue nombrado presidente honorario vitalicio del club. Durante su mandato de cuatro años los madridistas conquistaron tres campeonatos regionales (1904-05, 1905-06 y 1906-07) y otros tantos Campeonatos de España (1905, 1906 y 1907). También fue artífice del primer partido internacional jugado por el Madrid, que Padrós organizó con motivo de la visita a España del presidente francés, Émile Loubet. El encuentro amistoso, contra el Gallia Sport de París, acabó en empate a uno, y a pesar de no encontrarse ya en primera línea, las semillas sembradas por Padrós darían sus frutos en 1909, con la constitución de la Federación Española de Clubs de Football.
Tras alejarse del mundo del fútbol, centró sus esfuerzos en la industrialización del mundo agrícola. Además de poseer nueve fincas en San Lorenzo de El Escorial, creó fábricas de aceite en los pueblos de Martos y Fuensanta, en la provincia de Jaén. Fue presidente del Centro de Estudios Agro-sociales y de la Confederación Española Patronal Agrícola, así como vicepresidente de la Asociación de Agricultores y vocal del Consejo Superior de Fomento. Una tarea que le fue reconocida con la Gran Cruz de la Orden Civil del Mérito Agrícola, que le otorgó el rey Alfonso XIII.
Paralelamente, desarrolló su carrera política como militante del Partido Liberal, con el que fue diputado en Cortes por el distrito de Mataró en las elecciones generales de 1910, 1914 y 1916. Su contribución a la villa le fue reconocida siendo declarado hijo adoptivo de Mataró, donde además se le dedicó una avenida con su nombre, así como el del estadio municipal de fútbol.
Durante la guerra civil española fue detenido y trasladado al paredón de El Retiro, donde fue sometido a un simulacro de fusilamiento. Luego, logró un salvoconducto para llegar hasta Marsella y, más tarde, a San Sebastián.
En 1939, finalizado el conflicto bélico regresó a Madrid, donde falleció el 30 de diciembre de 1950.